# Station Milejów
Station Milejów is een spoorwegstation in de Poolse plaats Milejów.